# 浅川浩
浅川 浩（あさかわ こう / ひろし、1869年3月6日（明治2年1月24日） - 1949年（昭和24年）2月10日）は、日本の実業家、政治家。憲政会・立憲民政党所属の衆議院議員。

## 経歴
甲斐国巨摩郡、後の北巨摩郡大泉村（現山梨県北杜市大泉町）で浅川荘衛の長男として生まれる。1883年4月に上京し明治学館で学ぶ。1886年に卒業して帰郷し、農蚕、酒造業を営むが成功せず、1890年、御料局雇となる。
1893年、北海道に移り上川郡旭川村戸長役場筆生に就任。以後、高鷲村戸長、旭川町会議員、同区会議員、旭川市会議員、北海道会議員、北海道教育会地方委員、旭川教育会理事、旭川精米社長、旭川酒造社長、北海畜産社長などを務めた。
1920年5月、第14回衆議院議員総選挙で北海道第八区から憲政会所属で出馬し、僅少の差で次点となるが、当選者大久保虎吉の票に無効票が多いことが判明し、同年12月11日、大審院で当選無効訴訟が確定したため、浅川が当選者となり衆議院議員に就任した。その後、第15回から第17回までと第19回総選挙で当選し、衆議院議員を通算五期務めた。